# Aaadonta angaurana
Aaadonta angaurana là một loài ốc cạn nhỏ, là động vật thân mềm chân bụng sống trên cạn thuộc họ Endodontidae.

## Phân bố
Đây là loài đặc hữu của đảo Angaur thuộc Quần đảo Palau, giống như các loài khác thuộc chi Aaadonta. Loài này chỉ được tìm thấy ở một địa điểm, lần cuối cùng chúng được tìm thấy là vào năm 1936. Không có mẫu vật của loài này được tìm thấy gần đây (Tính đến  năm 2012) và chúng có thể đã tuyệt chủng.

### Tác phẩm được trích dẫn
- Gärdenfors, Ulf; Stattersfield, A. J. (1996). Red List of Threatened Animals. ISBN 9782831703350.
- Rundell, R.J. (2012). "Aaadonta angaurana". The IUCN Red List of Threatened Species. Quyển 2012. IUCN. tr. e.T3A2932256. doi:10.2305/IUCN.UK.2012.RLTS.T3A2932256.en. Truy cập ngày 5 tháng 1 năm 2018.
- Solem, Alan; Solem, Barbara K. (1976). Endodontoid land snails from Pacific Islands (Mollusca : Pulmonata : Sigmurethra), Part 1: Family Endodontidae. Chicago, Ill.: Field Museum of Natural History. doi:10.5962/bhl.title.2554. OCLC 30717826.
- Solem, Alan (1982). Endodontoid land snails from Pacific Islands (Mollusca : Pulmonata : Sigmurethra), Part 2: Families Punctidae and Charopidae, zoogeography. Chicago, Ill.: Field museum of Natural History. doi:10.5962/bhl.title.2553. OCLC 34699764.